# Дарвин, Чарльз Галтон
Сэр Чарльз Галтон Дарвин (англ. Sir Charles Galton Darwin; 18 декабря 1887, Кембридж — 31 декабря 1962, Кембридж) — британский физик-теоретик и математик. Член Лондонского королевского общества (1922). Наиболее известен своими работами по теории дифракции рентгеновских лучей, статистической механике (метод Дарвина — Фаулера), квантовой физике (квантовомеханическая теория эффекта Зеемана, теория электрона дираковского типа и др.). В качестве общественного деятеля много внимания уделял проблемам народонаселения и евгеники.

## Биография

### Происхождение. Начало научной карьеры
Чарльз Галтон Дарвин родился в Кембридже в научной династии: его отцом был известный математик и астроном Джордж Говард Дарвин, а дедом — знаменитый естествоиспытатель Чарлз Роберт Дарвин. Его мать, американка Мод дю Пюи (Maud du Puy), была дочерью филадельфийского инженера-изобретателя. Его крёстными отцами были также заметные личности — основоположник евгеники Фрэнсис Гальтон и знаменитый физик лорд Кельвин. Юный Дарвин учился сначала в подготовительной школе Святой Веры (St. Faith’s), а затем получил классическое образование в школе Марлборо. С 16-летнего возраста он начал специализироваться в математике. В 1901 и 1906 годах для получения практики в немецком языке он посетил Германию, причём в свой второй приезд встретился в Гёттингене с известным математиком Карлом Рунге.
В 1906 году Дарвин поступил в Тринити-колледж Кембриджского университета, где изучал математику и математическую физику. Одним из преподавателей, оказавших влияние на будущего учёного, был Джозеф Лармор, в то время Лукасовский профессор математики в Кембридже; непосредственным наставником студента был Роберт Херман (Robert A. Herman). Дарвин окончил математический курс (Mathematical Tripos) пятым (fifth wrangler). После окончания обучения в 1910 году он начал работать в Манчестерском университете под руководством Эрнеста Резерфорда, получив должность Шустеровского лектора по математической физике (в основном Дарвин читал курсы термодинамики и кинетической теории газов). Первые работы Дарвина были посвящены некоторым вопросам физики атмосферы и радиоактивного распада тория (совместно с Эрнестом Марсденом). Вскоре он занялся проблемой поглощения и рассеяния альфа-частиц веществом. Его работа по этой тематике стала одним из первых теоретических исследований, в которых использовалось представление о ядерном строении атома, предложенное незадолго до этого Резерфордом. Эта работа Дарвина была подвергнута критике Нильсом Бором и стала отправным пунктом, с которого последний начал свою деятельность в русле резерфордовских представлений, приведшую его к построению первой квантовой теории атома. После приезда Бора в Манчестер Дарвин обсуждал с ним и Генри Мозли роль атомного номера в прояснении последовательности расположения элементов в периодической таблице Менделеева и возможность экспериментальной проверки этого предположения. В 1913 году Дарвин отошёл от вопросов атомной физики, направив свои усилия на построение адекватной теории дифракции рентгеновских лучей.

### Война. Работа в Кембридже и Эдинбурге
После начала Первой мировой войны Дарвин, который прошёл обучение в Корпусе подготовки офицеров в Манчестерском университете, был отправлен во Францию в составе одного из первых британских подразделений. В течение примерно года он оставался в Булони, осуществляя функции цензуры и радиосвязи. Затем он присоединился к Корпусу королевских инженеров, где принимал участие в возглавляемых Уильямом Лоуренсом Брэггом работах по звуковой локации вражеских снарядов. В 1917 году Дарвин был награждён Военным крестом и отправлен в распоряжение Королевских военно-воздушных сил для исследования шумов, издаваемых самолётами.
В 1919 году Дарвин был избран членом колледжа Христа (Christ’s College) в Кембридже и до 1922 года читал лекции, а также исполнял функции консультанта по математике в Кавендишской лаборатории. Это время отмечено плодотворным сотрудничеством с Ральфом Фаулером, итогом которого стали значительные результаты в области статистической механики. В 1922 году Дарвин получил должность приглашённого профессора в Калифорнийском технологическом институте, где провёл год. На родину он возвратился через Южную Америку, где побывал во многих местах, которые посетил его знаменитый предок во время путешествия на корабле «Бигль».
В 1924 году Дарвин был приглашён на должность профессора натуральной философии (Tait Professor of Natural Philosophy) Эдинбургского университета. В следующем году он женился на Кэтрин Пембер (Katharine Pember), математике по профессии, дочери директора оксфордского Колледжа Всех Душ. У них родилось пятеро детей. Во время пребывания в Эдинбурге Дарвин внёс свой самый существенный вклад в прояснение некоторых вопросов квантовой теории.

### Административная деятельность. Последние годы
В 1936 году Дарвин получил административный пост магистра колледжа Христа Кембриджского университета. В это время ему пришлось уделить много внимания проектам постройки новых зданий на территории колледжа. Через два года он был назначен директором Национальной физической лаборатории, сменив в этой должности Уильяма Брэгга. После начала Второй мировой войны Дарвин занялся реорганизацией лаборатории, направив усилия её сотрудников на военные проблемы, в частности на вопросы противовоздушной обороны и ранние радарные разработки. В 1941 году он был направлен в Вашингтон в качестве руководителя миссии, имевшей целью координацию деятельности британских, американских и канадских учёных, в том числе и в сфере разработки атомного вооружения. После возвращения в Англию он исполнял функции научного консультанта при Военном министерстве.
Лишь в конце войны Дарвин получил возможность вновь тесно заняться проблемами своей лаборатории. Он стал одним из инициаторов работ по развитию электронно-вычислительной техники в специально образованных подразделениях лаборатории, итогом которых стал один из первых британских компьютеров Pilot ACE. В 1949 году Дарвин вышел в отставку, хотя и оставался членом исполнительного комитета лаборатории с 1953 по 1959 год.
После выхода в отставку у Дарвина появилось время и возможность заняться общественной деятельностью, вопросами народонаселения и евгеники, которым он уделял большое внимание. Он являлся президентом Общества евгеники в 1953—1959 годах. В послевоенное время он много путешествовал, участвовал в научных конференциях, в составе государственных и общественных миссий посещал различные страны мира: Индию (1937/38, 1946/47, 1956), Ирак (1947) и Таиланд (1953) по линии ЮНЕСКО, Австралию и Новую Зеландию с лекциями (1956) и т. д. Он был членом британской делегации на заседаниях Комиссии ООН по атомной энергии, принимал участие в Пагуошском движении и праздновании в 1959 году юбилея своего деда, Чарлза Роберта Дарвина. Дарвин являлся членом ряда общественных и государственных комитетов, в 1941—1944 годах он занимал пост президента Лондонского физического общества, в 1939 году избирался вице-президентом Лондонского королевского общества.

## Научная деятельность
Дарвин является автором более 90 статей, посвящённых в основном оптике рентгеновских лучей, статистической механике, квантовой теории. Для характеристики Дарвина как учёного можно воспользоваться словами нобелевского лауреата Джорджа Паджета Томсона:

Он разделял национальную особенность британской науки — мыслить, исходя из конкретных проблем, и приходить к широким теориям скорее по индукции, чем при помощи некоторого априорного рассуждения. Всю свою жизнь Дарвин был скорее математиком-прикладником, чем физиком-теоретиком. Его идеи были получены из экспериментов или из работы других людей. Он использовал свои математические способности скорее для работы над этими идеями, чем для их выдвижения.
Оригинальный текст (англ.)He shared the national characteristic of British science of thinking in terms of specific problems and arriving at broad theories by induction rather then by some a priori reasoning. Darwin all his life was an 'applied mathematician' rather than theoretical physicist. His ideas were derived from experiments or from other men’s work. He used his mathematics on them rather then to suggest them.

Ниже охарактеризованы основные направления работы и важнейшие результаты исследований Дарвина.

### Дифракция рентгеновских лучей
В 1913 году Дарвин совместно с Генри Мозли, используя методы Брэггов, начал цикл работ по изучению дифракции рентгеновских лучей. В первой статье (преимущественно экспериментальной) они измерили интенсивность отражённого кристаллом пучка рентгеновского излучения по вызываемой им ионизации вещества. В последующих двух работах, написанных им единолично и вышедших в феврале и апреле 1914 года, Дарвин заложил основы динамической теории дифракции рентгеновских лучей. Его первые расчёты касались отражения лучей от идеального кристалла и дали значительно заниженную величину эффективности этого процесса по сравнению с результатами измерений Мозли. Дарвин пришёл к выводу, что это расхождение связано с несовершенством реальных кристаллов. Он учёл это несовершенство в своей мозаичной модели, предположив, что кристалл состоит из различно ориентированных блоков, расположенных на разных глубинах от поверхности образца. Излучение, отражённое каждым блоком, складывается и даёт искомое увеличение интенсивности отражённого пучка по сравнению с идеальным случаем. В этих статьях и в статье 1922 года были также рассмотрены температурные эффекты и установлена связь с рассеянием излучения отдельными атомами. Работы Дарвина по дифракции рентгеновских лучей ныне считаются классическими. По словам Уильяма Лоуренса Брэгга,

С тех пор формулы, установленные Дарвином, являлись основой для интерпретации количественных измерений… Рентгеновские кристаллографы всегда считали эту оригинальную и полную воображения работу Дарвина, проведённую на таком раннем этапе развития тематики, одним из лучших его вкладов в науку.
Оригинальный текст (англ.)The formulae which Darwin established have been the basis for interpreting quantitative measurements ever since... X-ray crystallographers have always regarded this imaginative and original work of Darwin, produced at such an early stage of the subject, as one of his finest contributions to science.

Основные работы:
- H. G. J. Moseley, C. G. Darwin. The reflexion of the X-rays // Philosophical Magazine Series 6. — 1913. — Vol. 26, № 151. — P. 210—232.
- C. G. Darwin. The theory of X-ray reflexion // Philosophical Magazine Series 6. — 1914. — Vol. 27, № 158. — P. 315—333.
- C. G. Darwin. The theory of X-ray reflexion. Part II // Philosophical Magazine Series 6. — 1914. — Vol. 27, № 160. — P. 675—690.
- C. G. Darwin. The reflexion of X-rays from imperfect crystals // Philosophical Magazine Series 6. — 1922. — Vol. 43, № 257. — P. 800—829.

### Статистическая механика
В 1922 году Дарвин совместно с Ральфом Фаулером рассмотрел классическую статистику невзаимодействующих частиц и показал, что состояние газа удобнее описывать в терминах средних (а не наиболее вероятных) величин. Это приводит к необходимости вычисления статистических интегралов, которые могут быть представлены в виде контурных интегралов и оценены с помощью метода перевала. Разработанный подход к вычислению статистических интегралов известен ныне как метод Дарвина — Фаулера. Они также показали, что обычная термодинамика может быть легко получена из данного статистического описания.
Основные работы:
- C. G. Darwin, R. H. Fowler. On the partition of energy // Philosophical Magazine Series 6. — 1922. — Vol. 44, № 261. — P. 450—479.
- C. G. Darwin, R. H. Fowler. On the partition of energy. Part II. Statistical principles and thermodynamics // Philosophical Magazine Series 6. — 1922. — Vol. 44, № 261. — P. 823—842.

### Квантовая теория
Работая в Манчестере, Дарвин был непосредственным свидетелем зарождения квантовой теории строения атома. К тому же он находился под большим впечатлением от идей Анри Пуанкаре, который указал, что идея квантов ведёт к отказу от классического детерминизма в пользу вероятностных представлений. Однако первый серьёзный вклад в разработку квантовой тематики он внёс только после войны, в 1919 году. Он проверил проведённые Арнольдом Зоммерфельдом расчёты тонкой структуры водородного спектра и с целью более полного учёта релятивистских эффектов предложил использовать запаздывающий потенциал для описания взаимодействия электрона с ядром.
По-видимому, Дарвин одним из первых осознал необходимость дальнейшего отказа от классических представлений с целью построения последовательной квантовой теории. В неопубликованной статье 1919 года он писал:

Я давно уже считал, что фундаментальные основы физики находятся в ужасном состоянии. Большие достижения квантовой теории всё время подчёркивали не только её значение, но и существенные противоречия, лежащие в её основе… Может случиться, что потребуется фундаментально изменить наши представления о времени и пространстве, либо отказаться от сохранения вещества и электричества, либо даже в качестве последней возможности приписать электрону свободу воли.

Эти рассуждения привели Дарвина к идее о трактовке закона сохранения энергии как статистического (а не точного) закона, которую он использовал в 1922 году для построения теории оптической дисперсии. Вскоре он встретился с серьёзными затруднениями на этом пути. Хотя преодолеть их не удалось, он очень близко подошёл к осознанию ключевой роли корпускулярно-волнового дуализма и необходимости создания новой концептуальной схемы, которая объединила бы квантовые представления и волновое описание электромагнитной теории. Впрочем, его мысли в то время остались незамеченными научным сообществом.
После переезда в Эдинбург Дарвин занялся некоторыми вопросами магнитооптики, в частности теорией эффекта Зеемана, который он сначала трактовал с классических позиций, а затем с помощью дисперсионной теории Крамерса — Гейзенберга, основанной на принципе соответствия. После появления волновой механики он рассмотрел эффект Зеемана на основе уравнения Шрёдингера. В той же работе 1927 года была построена математическая схема (одновременно с Вольфгангом Паули), позволившая ввести спин электрона в квантовую механику.
В том же 1927 году Дарвин предпринял попытку построить квантовомеханическую теорию электрона, представив последний в виде двухкомпонентной волны (своеобразного «вектора»). Он вывел соответствующие волновые уравнения и рассчитал на их основе спектр водорода, однако в дальнейшем возникли серьёзные проблемы с интерпретацией результатов из-за неинвариантности теории относительно поворота осей координат, в которых строятся «векторы». После появления в начале 1928 года статьи Поля Дирака с его релятивистским уравнением электрона, описываемого четырёхкомпонентной волновой функцией, выяснилось, что теория Дарвина является лишь некоторым приближением теории Дирака. Дарвин сразу же занялся получением следствий уравнения Дирака, переписав его на более понятном для остальных физиков языке дифференциальных уравнений. Он показал, что это уравнение даёт верные результаты не только в первом, но и в высших приближениях, рассчитал тонкую структуру спектра водорода и вычислил магнитный момент электрона.
В ряде последующих работ Дарвин подробно и на примерах разъяснял новые идеи (в частности, соотношение неопределённостей и принцип дополнительности) и их следствия, что было особенно полезно для физиков-экспериментаторов. Большую популярность приобрела его книга «Современное представление о материи» (The New Conceptions of Matter), написанная по итогам курса лекций, прочитанного в Америке. В этой книге, написанной для неспециалистов, нашли отражение его философские взгляды по вопросам квантовой физики. Так, он отдавал предпочтение волновой механике перед матричной, поскольку, по его мнению, первая позволяет наглядно представлять физические процессы (в этом смысле она тесно связана с классическими волновыми теориями), тогда как вторая чересчур абстрактна. С этой позицией Дарвина связано то, что он отдавал онтологическое первенство волнам, а не частицам.
Основные работы:
- C. G. Darwin. The dynamical motions of charged particles // Philosophical Magazine Series 6. — 1920. — Vol. 39, № 233. — P. 537—551.
- C. G. Darwin. A Quantum Theory of Optical Dispersion // Nature. — 1922. — Vol. 110. — P. 841—842.
- C. G. Darwin. The Wave Theory and the Quantum Theory // Nature. — 1923. — Vol. 111. — P. 771—773.
- C. G. Darwin. The Zeeman Effect and Spherical Harmonics // Proc. R. Soc. Lond. A. — 1927. — Vol. 115. — P. 1—19.
- C. G. Darwin. The Electron as a Vector Wave // Proc. R. Soc. Lond. A. — 1927. — Vol. 116. — P. 227—253.
- C. G. Darwin. The Wave Equations of the Electron // Proc. R. Soc. Lond. A. — 1928. — Vol. 118. — P. 654—680.
- C. G. Darwin. The New Conceptions of Matter. — London: Bell & Sons, 1931. Советское издание: Ч. Г. Дарвин. Современное представление о материи. — М.; Л.: ОНТИ, 1937.

### Работы по другим тематикам
Помимо отмеченных выше, стоит кратко перечислить некоторые результаты Дарвина по ряду частных вопросов из различных областей физики. В 1914 году, перед самым началом войны, он рассмотрел проблему столкновения альфа-частиц с лёгкими атомами, находившуюся в русле исследований Резерфорда. В 1924 году, оставаясь в рамках классической физики, он обратился к вопросу определения оптических свойств вещества по особенностям рассеянного излучения. Несколько раз на протяжении своей жизни (в 1934 и 1943 годах) Дарвин возвращался к теме распространения радиоволн в ионосфере Земли, в частности он показал, что нет необходимости учитывать влияние так называемого лоренцевского локального поля на движение свободных электронов в ионосферной плазме. Среди других тем, к которым он иногда обращался, — гидродинамика, земной магнетизм, общая теория относительности. Дарвин также написал ряд работ по чисто математическим вопросам (функция Вебера, конформные отображения, эллиптические функции).
Некоторые статьи:
- C. G. Darwin. Collision of alpha-particles with light atoms // Philosophical Magazine Series 6. — 1914. — Vol. 27, № 159. — P. 499—506.
- C. G. Darwin. The optical constants of matter // Trans. Camb. Phil. Soc. — 1924. — Vol. 23. — P. 137—167.
- C. G. Darwin. The Refractive Index of an Ionized Medium. II // Proc. R. Soc. Lond. A. — 1943. — Vol. 182. — P. 152—166.
- C. G. Darwin. The Gravity Field of a Particle // Proc. R. Soc. Lond. A. — 1959. — Vol. 249. — P. 180—194.

## Дарвин и евгеника
Интерес к проблеме улучшения человечества, к евгенике был семейной традицией Дарвинов. Многие представители этого семейства (в том числе родители Чарльза Галтона Дарвина) поддерживали евгеническое движение и даже были членами Общества евгеники (Eugenics Society, см. Galton Institute), образованного в 1907 году. Сам Дарвин, по-видимому, разделял все основные принципы тогдашней евгеники, в том числе предрассудки в отношении низших классов (о которых в привилегированных слоях общества имели весьма смутные представления). И хотя он не считал себя специалистом в биологии или эволюционной теории, как отмечает Томас Блэйни,

По своей природе, воспитанию или чистому совпадению он, возможно, разделял тенденцию, которой были отмечены мужчины семьи Дарвинов из поколения его отца, — готовность принять без лишних вопросов гипотезы, не относящиеся к сфере их компетенции.
Оригинальный текст (англ.)By nature, nurture or pure coincidence, he perhaps shared a tendency that had been marked in the Darwin men of his father’s generation — a readiness to accept with too little questioning hypotheses outside their own expertise.

Тем не менее, в течение длительного времени он не принимал никакого участия в евгеническом движении, будучи занят текущими научными и преподавательскими заботами. Лишь в 1930 году по настоянию дяди Леонарда (см. Leonard Darwin) он стал пожизненным членом Общества евгеники, однако по-прежнему практически не участвовал в его работе до 1939 года, когда прочитал традиционную Гальтоновскую лекцию и был избран вице-президентом Общества. В своей лекции он указал на необходимость «позитивной евгеники», поддерживающей лучших представителей человечества, в противоположность пропагандировавшейся ранее «негативной евгенике», призывавшей к ограничению размножения «нежелательных элементов» и казавшейся ему крайне неэффективной. Лучшей оценкой значимости человека он считал величину его дохода (Eugenics by taxation), хотя и не считал возможным осуществить евгеническую политику такого рода при демократическом строе.
В дальнейшем Дарвин вновь не проявлял никакой активности в сфере евгеники, считая что он, как государственный служащий, не вправе высказываться на столь острые темы. Лишь после выхода в отставку в 1949 году он получил возможность уделить этой проблематике достаточно много внимания. В 1952 году он опубликовал получившую широкую известность книгу «Следующий миллион лет» (The Next Million Years), в которой обратился к проблеме «мальтузианской катастрофы» (постоянный рост населения Земли, которое ограничивается лишь голодом и войнами в условиях весьма ограниченных ресурсов), которую считал неизбежной. Причиной этого, согласно Дарвину, является неспособность человечества рационально ограничивать свою численность, подобно тому, как человек управляет количеством и качеством домашних животных (в этом смысле человек — «дикое» животное). Методы планирования семьи на индивидуальном уровне опираются на сознательность отдельных людей, чего нельзя ожидать от всех представителей населения даже одной страны, не говоря уже о человечестве в целом (к тому же сознательность не передаётся по наследству). Для рассмотрения проблем народонаселения Дарвин воспользовался методами статистической физики и термодинамики, одним из первых применив их к общественным вопросам. Его пессимистические неомальтузианские взгляды неоднократно подвергались критике. Томсон отмечает, что, возможно, Дарвин недооценил возможностей отбора на групповом уровне, рассматривая исключительно индивидуальные характеристики людей. Известный физик и социолог науки Джон Бернал писал по поводу книги Дарвина:

В его книге, как и в книге любого другого неомальтузианца, мы не найдем почти никаких следов того, что стало известным — и что уже было сделано, — чтобы использовать науку для решения элементарной задачи снабжения людей продовольствием.

В следующем, 1953 году Дарвин был избран президентом Общества евгеники и занимал этот пост до 1959 года. Одновременно в 1952—1956 годах он принимал участие в проекте Promising Families, ставшем попыткой практического воплощения принципов «позитивной евгеники». Целью проекта была разработка критериев выявления семей, наиболее достойных иметь как можно большее число детей, и развитие методов помощи (в том числе финансовой) таким семьям. Проект не получил широкого развития и поддержки в обществе. Дарвин неоднократно высказывал сомнения в достижимости целей евгенического движения и его будущего. Его пессимистическая точка зрения оказалась верной: интерес к евгенике падал в условиях развития государственной системы социального обеспечения. Вскоре после смерти Дарвина Общество евгеники было преобразовано в чисто благотворительное, а в 1968 году было прекращено издание его журнала Eugenics Review.
Основные публикации:
- C. G. Darwin. Positive Eugenic Policy: Galton Lecture to the Eugenics Society on February 16, 1939 // Eugenics Review. — 1939. — Vol. 31, № 1. — P. 13—22.
- C. G. Darwin. The Next Million Years. — London: Rupert Hart-Davis, 1952.
- C. G. Darwin. Problems of world population: Rede Lecture. — Cambridge: University Press, 1958.

## Награды
- Военный крест (1917)
- Королевская медаль (1935)
- Кельвиновская лекция (1940)
- Рыцарь-командор Ордена Британской империи (1942)
- Почётный член колледжа Христа и Тринити-колледжа Кембриджского университета
- Почётный доктор Манчестерского университета, колледжа Святого Андрея, Тринити-колледжа Дублинского университета, университетов Дели, Эдинбурга, Чикаго, Калифорнийского университета; почётный бакалавр наук Бристольского университета
- Почётный член Французского физического общества и Американского философского общества